# 横手市立雄物川中学校
横手市立雄物川中学校（よこてしりつ おものがわちゅうがっこう）は、秋田県横手市雄物川町今宿にかつて存在した公立中学校。

## 概要
雄物川中学校は、沼館中学校・福地中学校・里見中学校・大沢中学校・館合中学校の統合によって1968年（昭和43年）に開校した学校であったが、2012年（平成24年）に大森中学校・大雄中学校と共に横手明峰中学校へと統合され、閉校した。
旧雄物川町域の全域を通学区域とする地域唯一の中学校となっていたが、2012年の統合によって旧大森町・旧大雄村域も合わせた広域な通学区域となった。
閉校後、校舎は取り壊され、跡地には2015年（平成27年）に雄物川小学校が開校した。

## 沿革

### 略歴
1947年4月1日に施行された学校教育法により「中学校」が設けられることになり、旧雄物川町域内には4つの中学校と1つの分校（沼館中学校・里見中学校・福地中学校・館合中学校・明治中学校北分校）が誕生した。
明治中学校北分校は後に（時期不明）「明治北中学校」へ改称し、1955年に町村合併によって雄物川町が発足した際、「大沢中学校」へと改称された。
1961年4月、沼館中学校・里見中学校・福地中学校・館合中学校・大沢中学校の統合校として「雄物川中学校」が発足。発足時点では各校舎にて授業を行っていたが、1964年に統合雄物川中の校舎が竣工したことにより統合が完了した。
しかし、少子化などによって横手市（2005年合併）西部地域の雄物川中を含む3校は再編され、2012年4月に横手明峰中学校へと統合し、閉校した。

### 年表
以下、注釈の無い項目は『雄物川町郷土史（1980年）』の情報によるもの。
- 1947年4月1日 - 学校教育法により前身となる以下の学校が創立。
  - 沼館町立沼館中学校、福地村立福地中学校、里見村立里見中学校、明治村立明治中学校北分校、館合村立館合中学校
- 時期不明 - 明治中学校北分校が独立し、明治北中学校となる。
- 1955年4月1日 - 町村合併により各校とも「雄物川町立」を冠するようになる。明治北中学校は大沢中学校へと改称。
- 1960年4月23日 - 町内5中学校の統合を教育委員会内で決議[6]。
- 1961年
  - 3月10日 - 町議会にて5中学校を廃止し雄物川中学校を新設することを議決[6]。
  - 4月1日 - 「雄物川町立雄物川中学校」として発足[注 2]。
  - 5月13日 - 校地決定[6]。
- 1962年1月25日 - 校歌制定[6]。
- 1964年
  - 4月1日 - 実質統合完了。
  - 12月31日 - 体育館が竣工[7]。
- 1966年8月23日 - 相撲場が竣工[7]。
- 1967年4月5日 - 校舎竣工式を挙行[7]。
- 1970年5月6日 - 生徒合宿所「清流館」が竣工[1]。
- 1973年9月30日 - 柔剣道道場「錬成館」が竣工。10月6日に道場開き[1]。
- 1995年1月9日 - 雄物川町学校給食センター竣工式を挙行[8]。
- 2005年10月1日 - 市町村合併により「横手市立雄物川中学校」と改称[9]。
- 2012年
  - 2月5日 - 閉校記念式典挙行[10]。
  - 3月31日 - 閉校。

### 生徒数の変遷
| 年                     | 児童数 |
| ---------------------- | ------ |
| 1961年度（昭和36年度） | 1,425  |
| 1966年度（昭和41年度） | 1,318  |
| 1971年度（昭和46年度） | 952    |
| 1976年度（昭和51年度） | 645    |
| 1981年度（昭和56年度） | 515    |
| 1986年度（昭和61年度） | 509    |
| 1991年度（平成3年度）  | 564    |
| 1996年度（平成8年度）  | 482    |
| 2001年度（平成13年度） | 359    |
| 2006年度（平成18年度） | 320    |
| 2011年度（平成23年度） | 254    |

## 校歌
雄物川中学校校歌
- 作詞：佐々木順
- 作曲：小野崎晋三

学園讃歌
- 作詞・作曲：大塚捷平

## 著名な卒業生
- 柴田正敏（政治家）
- 長谷川誠（プロバスケットボール選手）